# سانیا استارویچ

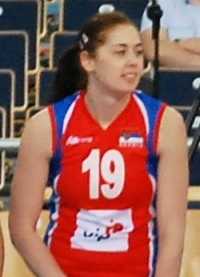
سانیا استارویچ - ۲۰۱۲

سانیا استارویچ (صربی: Сања Старовић) بازیکن والیبال اهل صربستان، عضو تیم ملی والیبال زنان صربستان و باشگاه رابیتا باکو و خواهر ساشا استارویچ است.